# Kodeks 0236
Kodeks 0236 (Gregory-Aland no. 0236) – grecko-koptyjski kodeks uncjalny Nowego Testamentu na pergaminie, datowany metodą paleograficzną na V wiek. Przechowywany jest w Moskwie. Tekst fragmentu jest wykorzystywany we współczesnych wydaniach greckiego Nowego Testamentu.

## Opis

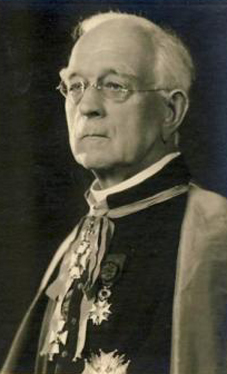
Pierwszy opis rękopisu sporządził Hebbelynck

Do XX wieku zachowała się jedynie 1 pergaminowa karta rękopisu, z tekstem Dziejów Apostolskich (3,12-13.15-16) w języku greckim i koptyjskim. Karty kodeksu mają rozmiar 22 na 18 cm. Tekst pisany jest dwiema kolumnami na stronę, 26 linijkami w kolumnie. Tekst koptyjski pisany jest w dialekcie saidzkim .

## Tekst
Tekst rękopisu reprezentuje aleksandryjską tradycję tekstualną. Kurt Aland zaklasyfikował tekst rękopisu do kategorii III.

## Historia
INTF datuje rękopis na V wiek . Odkryty został w nieznanych okolicznościach. Po raz pierwszy rękopis został opisany w 1922 roku przez Adolphe Hebbelyncka. George William Horner wykorzystał go w swoim wydaniu koptyjskiego Nowego Testamentu w saidzkim dialekcie.
Na listę greckich rękopisów Nowego Testamentu wciągnął go Kurt Aland w 1954 roku, oznaczając go przy pomocy siglum 0236. Rękopis jest wykorzystywany w krytycznych wydaniach greckiego Nowego Testamentu. Rękopis badał Kurt Treu, oraz Pasquale Orsini.
Rękopis jest przechowywany w Muzeum Puszkina (Golenishev Copt. 55) w Moskwie .